# Зофија Атесландер
Зофија Атесландер (пољ. Zofia Atteslander; Луборзица 12. март 1874 — Берлин 1928) била је пољска сликарка, најпознатија по својим портретима. Као представница реализма у сликарству, већи део свог уметничког живота провела је стварајући у Берлину, Паризу и Висбадену.

## Биографија
Зофија је рођена 12. марта 1874. године у пољском селу Луборзица, надомак Кракова. У почетку се школовала у Кракову код Јацека Малцзевског, затим у Минхену код Франца фон Ленбаха, Хајнриха Книра, Станислава Грохолског, потом код Адолфа Хелзела у Дахау. Углавном је сликала портрете и мртву природу.
Тком боравка у Висбадену, сликала је портрете румунске краљевске породице, 1904. године. Касније је стварала у Паризу где је 1908. године добила је почаст од стране Салона француских уметника. Године 1904. учествовала је у варшавском Друштву подстицаја за ликовну уметност (пољ. Towarzystwo Zachęty Sztuk Pięknych), као и 1903. године у Краковском друштву пријатеља лепих уметности (пољ. Towarzystwo Przyjaciół Sztuk Pięknych). Поред уљаног сликања бавила се и пастелним цртежом. Често је своје слике обележавала са „Зо“. Последњи документовани подаци о Зофији Атесландер потичу из 1928. године. Верује се да је те године преминула у Берлину.

## Радови
- Изабране слике
- Портрет младе жене са нарцисима
- Портрет жене
- Девојка са зеленим шеширом
- Портрет девојке са шеширом
- Портрет леди Станхопе, (1912)
- Портрет Елфе Цили